# 義屬衣索比亞
義屬衣索比亞，是對義大利在1936年-1941年軍事佔領下衣索比亞的稱呼。皇帝海爾·塞拉西流亡英國，義大利國王维托里奥·埃马努埃莱三世成為衣索比亞皇帝。軍事佔領直到1941年由本土游擊隊、英軍、自由法國軍隊和自由比利時軍隊聯手結束。

## 特點
自1936年5月以來，義屬衣索比亞是新成立的義屬東非的一部分，在行政上由四個省份組成：哈拉爾省，盖拉-西達莫省，阿姆哈拉省和西奧阿省。每個省都由一位意大利總督掌管，向代表維克托·伊曼紐爾三世的意大利總督負責。
首都阿的斯阿貝巴周圍的地區最初名為“阿的斯阿貝巴總督區”，但在1939年改名為西奧阿省（Scioa），這是因為附近的哈拉爾省，盖拉-西達莫省和阿姆哈拉省的地區都包括在內。義屬衣索比亞面積為305000平方英里，人口為945萬人，人口密度為每平方英里31人。
一些衣索比亞的國土被劃入義屬索馬里蘭和義屬厄立特里亞，這些地區多由索馬里人和提格利尼亞人居住，作為獎勵他們在意大利軍隊的服務。
義屬衣索比亞所使用的貨幣是義屬東非里拉。1936年5月5日，首都亞的斯亞貝巴被義大利人攻下，5月22日發行了三款有伊曼紐爾三世的郵票，在12月5日發行了4款不同面值的衣索比亞郵票。在那之後，郵票上的名字是義屬東非。